# Weeskind (typografie)
Een weeskind is de beginregel van een alinea die "eenzaam" op de onderste regel van een gedrukte pagina of kolom tekst staat. 
Veel typografische richtlijnen vinden dat dit verschijnsel om esthetische redenen vermeden dient te worden, net als het verwante hoerenjong (ook "weduwe" genoemd).
Veel tekstverwerkingsprogramma's hebben een ingebouwde "weduwen- en wezenbescherming" die zulke weeskinderen naar de volgende pagina of kolom verplaatst. 